# Narinkhol
Narinkhol (kazakh: Нарынқол) és una localitat del districte de Raimbek, a la província d'Almati (Kazakhstan). Es tracta del centre administratiu del districte rural de Narinkhol. Es troba a prop de la frontera amb la Xina, a uns 82 quilòmetres a l'est-sud-est (ESE) de Keguén, el centre administratiu del seu districte, a 1.801 msnm.
El 2009 hi vivien 7.731 persones (3.806 homes i 3.925 dones).